# Adriana Astiová
Adriana Astiová, nepřechýleně Adriana Asti (30. dubna 1931 Milán, Itálie – 31. července 2025 Řím), byla italská divadelní, rozhlasová, filmová a televizní herečka a také dabérka. Hrála ve filmech řady významných italských režisérů jako byli Luchino Visconti, Pier Paolo Pasolini nebo Bernardo Bertolucci. Hrála také v několika zahraničních či mezinárodních produkcích, jako bylo např. psychologické drama Duet pro kanibaly (1969), životopisný film Ludvík Bavorský (též pod názvem Ludvík II.) z roku 1973 nebo dobrodružný snímek Zorro (1975) s Alainem Delonem v titulní roli.

## Život

### Mládí a divadlo
Narodila se v Lombardii, v druhém největším italském městě Milán. První divadelní role odehrála již počátkem padesátých let v rodném městě. S divadlem se přitom setkala náhodou, když v osmnácti letech nastoupila do souboru Compagnia del Carrozzone. Zpočátku ji umělecká kariéra příliš nelákala, ale brzy se projevil její talent a dosáhla zde řady úspěchů.
Prosadila se také v rozhlase a televizi, v 50. a 60. letech často pracovala také jako dabérka. Mnohem později, zejména v 80. letech (kdy ve filmech příliš nehrála), vytvořila role v takových divadelních hrách jako Svatá Jana (Johanka z Arku) od George Bernarda Shawa, Šťastné dny od Samuela Becketta nebo několik komedií Carla Goldoniho. V průběhu let také obdržela několik divadelních ocenění.

### Filmová kariéra

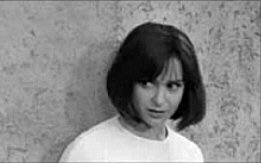
Ve filmu Před revolucí (1964)

Před filmovou kamerou se poprvé objevila v menší roli v roce 1958, v roce 1960 pak hrála v oceňovaném filmu Rocco a jeho bratři režiséra Luchina Viscontiho. Hlavní roli poprvé získala ve filmu Před revolucí z roku 1964, scénář a režie Bernardo Bertolucci, který se poté stal jejím manželem.  V roce 1968 hrála také v povídkovém filmu Rozmar po italsku, na kterém se podílelo několik předních italských režisérů (Steno, Franco Rossi, Mario Monicelli, Mauro Bolognini a Pier Paolo Pasolini).
Další velkou roli pak dostala v psychologickém dramatu Duet pro kanibaly z roku 1969. Tento film byl scenáristickým a režijním debutem americké spisovatelky Susan Sontagové. I když se film natáčel ve Stockholmu a ve švédštině, scénář režisérka napsala anglicky, protože švédský jazyk dle vlastních slov neovládala dostatečně. Film měl premiéru v květnu 1969 na MFF v Cannes a hlavní ženské role vytvořily švédská herečka Agneta Ekmannerová a Adriana Astiová (Francesca),  hlavní mužské role Lars Ekborg (Bauer) a Gösta Ekman (Tomas).
Po tomto švédském filmu hrála v 70. letech v několika mezinárodní koprodukcích, v roce 1973 to byl kritikou i diváky vysoce hodnocený film Krátká dovolená (koprodukce Itálie a Španělsko), režie Vittorio De Sica. Ve stejném roce hrála také ve výpravném historické životopisném dramatu Ludvík Bavorský (též Ludvík II.), režie Luchino Visconti, který byl natočen v koprodukci Francie, Itálie a SRN. V roce 1974 to byla značně nekonvenční komedie režiséra Luise Buñuela (Francie a Itálie). Dobrodružný film Zorro (koprodukce Itálie a Francie) měl díky výkonu Alaina Delona v titulní roli dobrou  návštěvnost v kinech, celkové hodnocení však bylo slabší.
Čistě italský film  z roku 1976 Dědictví Ferramontiů, režie Mauro Bolognini získal na Filmový festival v Cannes získal jedno vítězství a nominaci na Zlatou palmu. Kontroverzní a nákladné historické drama z roku 1979 o římském císaři Caligulovi s četnými erotickými scénami bylo několikrát velmi různě sestříháno a jak původní scenárista Gore Vidal, tak režisér Tinto Brass se od postprodukčních změn distancovali.
V 80. letech se Adriana Astiová ve filmu téměř neobjevila, ale měla několik oceňovaných rolí v divadle. I čeští diváci ji mohli vidět ve francouzském seriálu Dans un grand vent de fleurs z roku 1996, uváděném pod názvem Vůně z Provence, režie Gérard Vergez. Další seriál La meglio gioventu (Nejlepší léta mládí) z roku 2003, získal několik filmových ocenění a nominací v různých kategorii, jednu z nich i Adriana Astiová.
Adriana Astiová hrála ve filmech až do velmi vysokého věku, v České republice mohli diváci vidět snímky Když už ses narodil, nemůžeš se dál schovávat (koprodukce Itálie, Francie a Spojeného království z roku 2005), Poslední Pulcinella (2008), Pasolini (2014: životopisné drama o režisérovi, v jehož snímcích několikrát hrála), Deník komorné (2015, knižní předloha Octave Mirbeau) nebo Jméno ženy z roku 2018.
Objevuje se též v několika dokumentárních filmech natočených po roce 2010: v roce 2013 to byl dokument o režisérovi Tinto Brassovi, v jehož filmech také hrála, po hraném životopisném filmu z roku 2014 vznikl v roce 2015 též dokument Pasolini maestro corsaro a v roce 2022 dokument o dalším slavném italském režisérovi: Franco Zeffirelli, conformista ribelle. Mezitím byl v roce 2015 natočen ještě další dokument s názvem A. A. professione attrice (A. A. povoláním herečka), věnovaný její filmové a divadelní tvorbě.

### Ocenění a nominace
Za své filmové role několikrát získala Stříbrnou stuhu, filmové ocenění udělované Národním svazem italských filmových novinářů. Bylo to v roce 1974 za film Krátká dovolená v kategorii herečka ve vedlejší roli, v roce 1977 ve stejné kategorie za film Dědictví Ferramontiů, v roce 2003 za seriál La meglio gioventù (Nejlepší léta mládí) opět v kategorii herečka ve vedlejší roli a v roce 2015 získala speciální Stříbrnou stuhu za životopisný film Pasolini.
Kromě toho byla na Stříbrnou stuhu ještě několikrát nominována. Poprvé v roce 1965 za film Před revolucí v kategorii nejlepší herečka, dále v roce 2004 za komedii Tosca e altre due v kategorii herečka ve vedlejší roli a v roce 2018 za film Jméno ženy, opět v kategorii herečka ve vedlejší roli. Dále v roce 1974 při udílení cen David di Donatello obdržela Zvláštní cenu za svůj výkon ve více filmech. Tuto cenu, jejímž symbolem je malá kopie sochy Davida od sochaře  Donatella uděluje L'Accademia del Cinema Italiano (Italská filmová akademie). Získala ještě další filmové ceny a nominace.

### Osobní život
Nejprve se provdala za malíře Fabia Mauriho, ale manželství se rozpadlo po několika letech. Při natáčení filmu Před revolucí se zamilovala do režiséra tohoto filmu Bernarda Bertolucciho. Rozvedli se někdy koncem 70. let a v roce 1980 se jejím manželem stal dramatik, scenárista a režisér Giorgio Ferrara. Toto manželství vydrželo až do smrti režiséra v květnu 2023. V dubnu 2023 se objevila v jednom dílu pořadu Le ragazze italské veřejnoprávní televize RAI (Radiotelevisione Italiana), ve kterém vyprávěla o svém dětství, hereckých začátcích a úspěších v divadle a ve filmu.

## Filmografie (výběr)

### Hrané filmy
- 1958 Città di notte, režie Leopoldo Trieste: první filmová role.
- 1959 Přizpůsobte se!, komedie, scénář Leonardo Benvenuti, režie Mauro Bolognini.
- 1960 Rocco a jeho bratři, drama, koprodukce Itálie a Francie,  režie Luchino Visconti.
- 1961 Accattone , drama, scénář Pier Paolo Pasolini a Sergio Citti, režie Pier Paolo Pasolini.
- 1964 Před revolucí, drama, scénář a režie Bernardo Bertolucci, hudba Ennio Morricone.
- 1968 Rozmar po italsku, povídkové, komedie, režie Steno, Franco Rossi, Mario Monicelli, Mauro Bolognini a Pier Paolo Pasolini.
- 1969 Duet pro kanibaly, psychologické drama, Švédsko, scénář a režie Susan Sontagová.
- 1973 Krátká dovolená, drama, koprodukce Itálie a Španělsko, režie Vittorio De Sica.
- 1973 Ludvík Bavorský (též Ludvík II.), historické životopisné drama, koprodukce Francie, Itálie a SRN, režie Luchino Visconti.
- 1974 Přízrak svobody (též Přelud svobody), koprodukce Francie a Itálie, režie Luis Buñuel.
- 1975 Zorro, dobrodružný, koprodukce Itálie a Francie, režie Duccio Tessari, titulní role Alain Delon.
- 1976 Dědictví Ferramontiů, drama, režie Mauro Bolognini.
- 1977 Latinský milovník, komedie, scénář a režie Giovanni Narzisi.
- 1977 Velké vyváření, drama, thriller, režie Mauro Bolognini.
- 1979 Caligula, historické drama, erotický, koprodukce Itálie a USA, režie Tinto Brass.
- 1980 Páter Thomas, horor, režie Lucio Fulci.
- 1995 Dynastie Ricordiů (TV film), hudební drama, režie Mauro Bolognini.
- 2005 Když už ses narodil, nemůžeš se dál schovávat, dobrodružné drama, koprodukce Itálie, Francie a Spojené království, režie Marco Tullio Giordana.
- 2008 Poslední Pulcinella, drama, režie Maurizio Scaparro.
- 2014 Pasolini, životopisné drama, koprodukce Francie, Itálie a Belgie,  režie Abel Ferrara.
- 2015 Deník komorné, drama, koprodukce Francie a Belgie, knižní předloha Octave Mirbeau, režie: Benoît Jacquot.
- 2018 Jméno ženy, drama, režie Marco Tullio Giordana.

### Seriály
- 1996 Vůně z Provence: romantické drama, Francie,  režie Gérard Vergez.
- 2003 La meglio gioventù (Nejlepší léta mládí): romantické drama, Itálie, režie Marco Tullio Giordana. Seriál získal Cenu nadace pro kinematografii na MFF Cannes a několik nominací na Evropských filmových cenách a na Césarovi.
- Několik dalších italských seriálů.

### Dokumentární filmy
- 1966 Bojovník Pasolini (TV film).
- 2013 Istintobrass: dokument o režisérovi Tinto Brassovi.
- 2015 A. A. professione attrice: dokument věnovaný její filmové a divadelní tvorbě.[12]
- 2015 Pasolini maestro corsaro (Pasolini mistr korzár).
- 2022 Franco Zeffirelli, conformista ribelle (Franco Zeffirelli, rebelský konformista).